# فلیکس لاکوستا
فلیکس لاکوستا (انگلیسی: Félix Lacuesta؛ زادهٔ ۲۰ فوریهٔ ۱۹۵۸) بازیکن فوتبال اهل فرانسه است.
از باشگاه‌هایی که در آن بازی کرده‌است می‌توان به باشگاه فوتبال استراسبورگ، باشگاه فوتبال باستیا، باشگاه فوتبال المپیک لیون، آ.اس موناکو، باشگاه فوتبال کن، باشگاه فوتبال لیل، باشگاه فوتبال بوردو، و باشگاه فوتبال سن-اتین اشاره کرد.